# Потенца Пичена
Потенца Пичена (итал. Potenza Picena) насеље је у Италији у округу Мачерата, региону Марке.
Према процени из 2011. у насељу је живело 4326 становника. Насеље се налази на надморској висини од 225 м.

## Становништво
| 1931. | 1936. | 1951. | 1961.  | 1971.  | 1981.  | 1991.  | 2001.  | 2011.  |
| ----- | ----- | ----- | ------ | ------ | ------ | ------ | ------ | ------ |
| 8.002 | 8.650 | 9.855 | 10.724 | 11.714 | 12.752 | 13.602 | 14.524 | 15.843 |